# A3 (Ivoorkust)

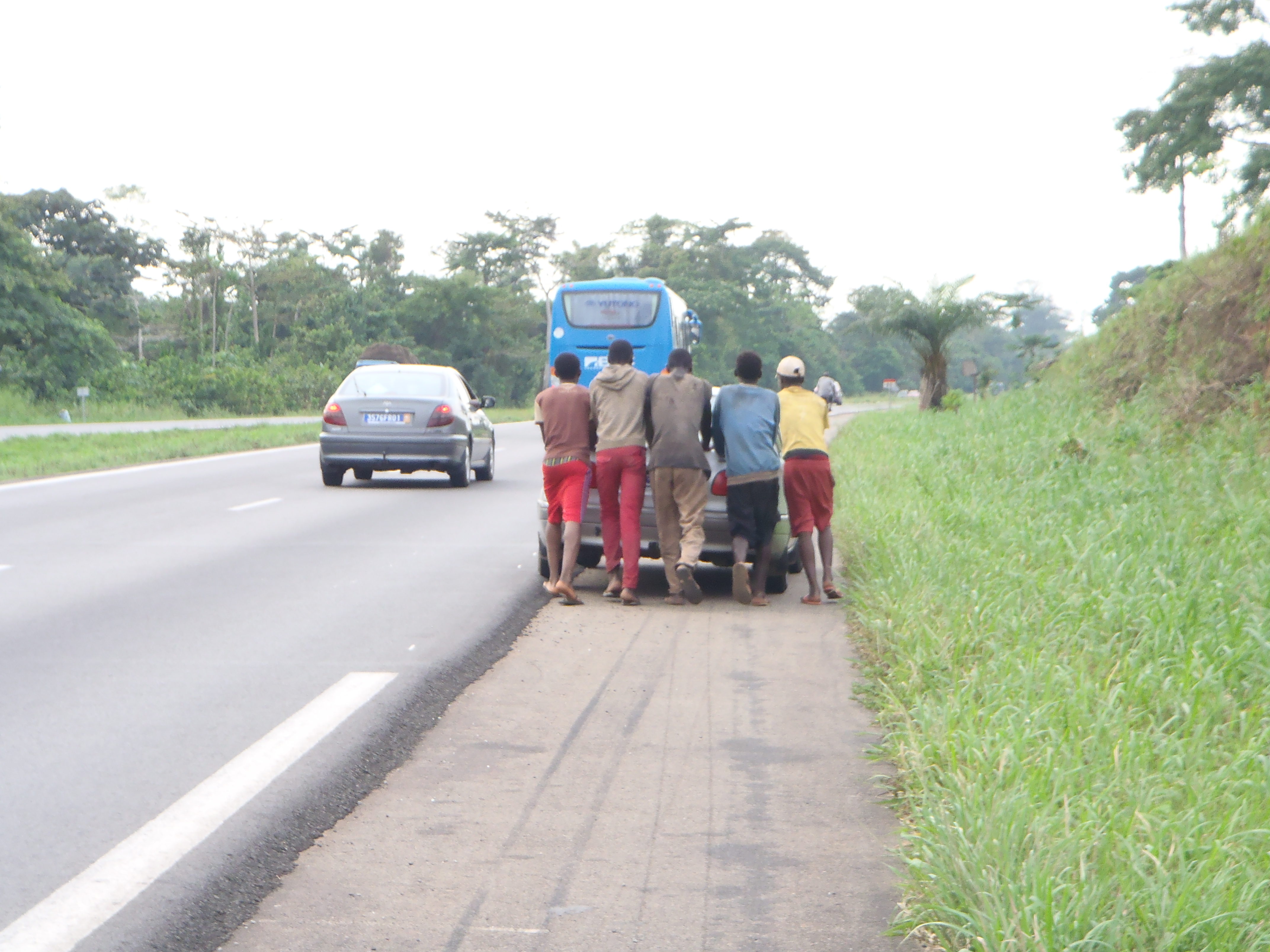
De A3 tussen Yamoussoukro en Abidjan met twee maal twee rijstroken

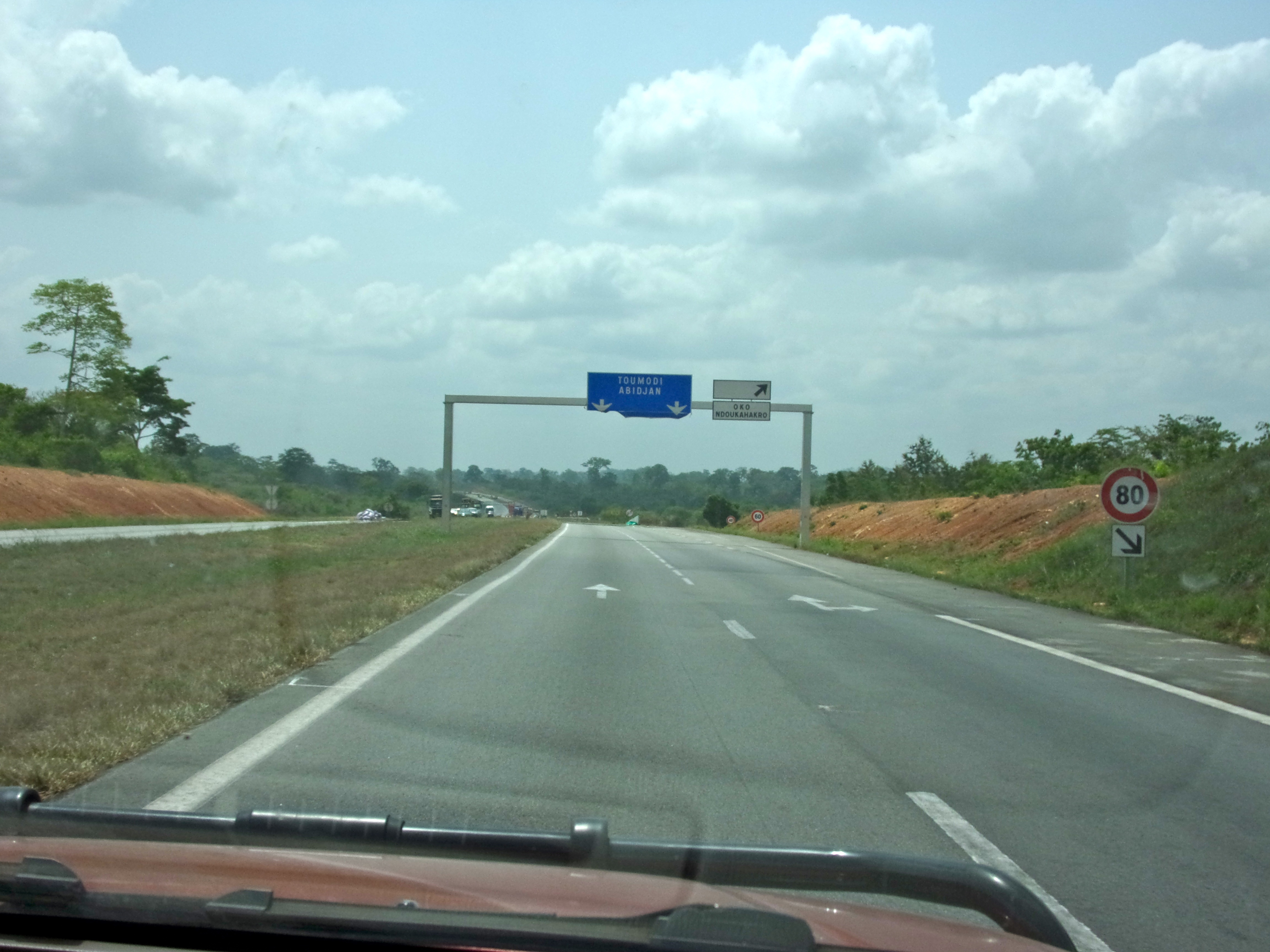
De A3 tussen Yamoussoukro en Abidjan

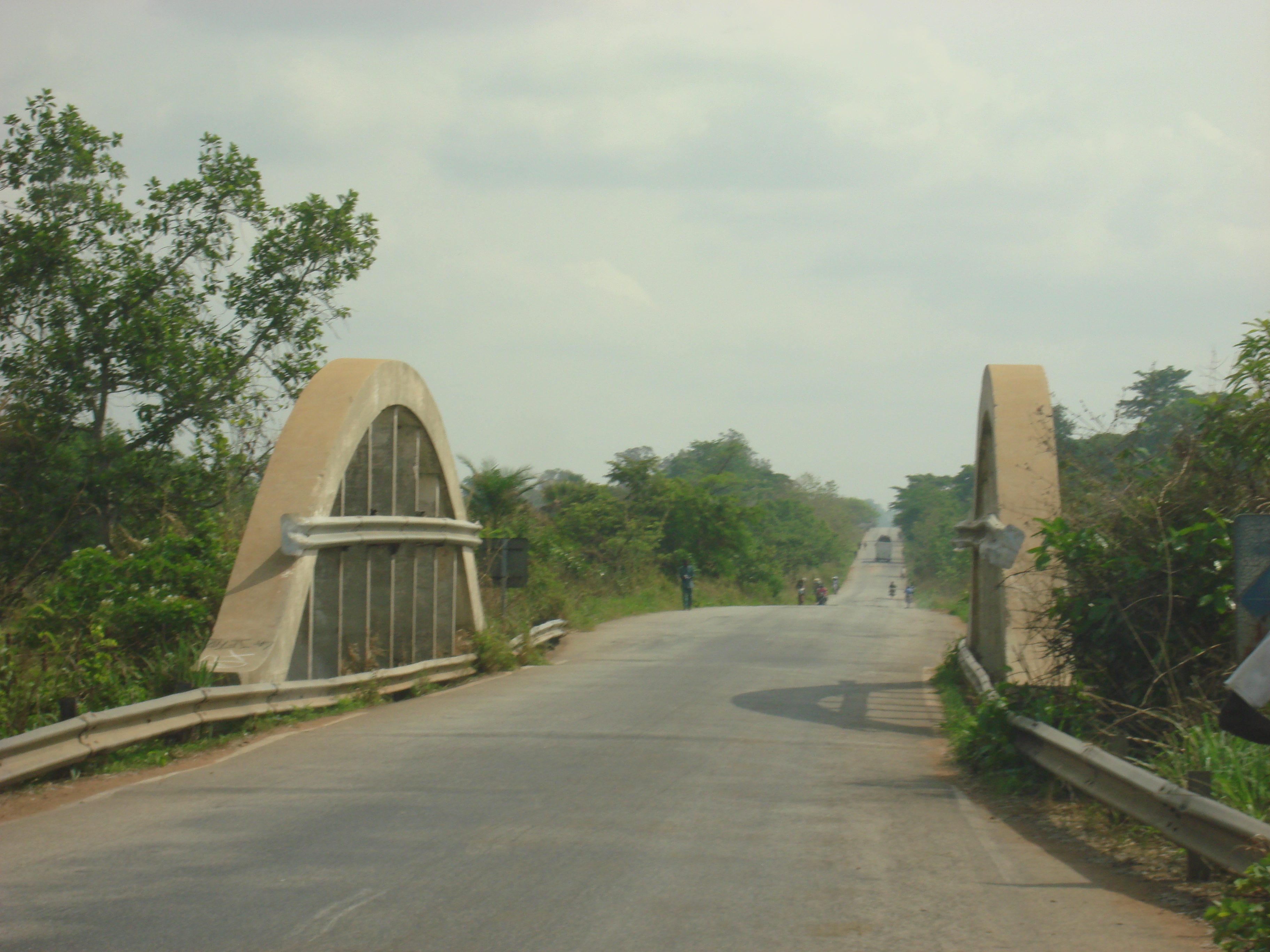
Een brug op de A3 nabij Tiébissou

De A3 of Route nationale 3 (A3) is een autoweg in Ivoorkust, die Abidjan in het zuiden verbindt met Boerkina Faso in het noorden. De A3 tussen Abidjan en hoofdstad Yamoussoukro is onderdeel van de Trans-Afrikaanse weg 7. Dit stuk van de weg is een autosnelweg. Verder noordelijk loopt de A3 door Bouaké. De weg loopt verder over de grens met Boerkina Faso als N7 tot Bobo-Dioulasso en zo verder tot hoofdstad Ouagadougou.
De weg is een belangrijke verkeersader tussen de haven van Abidjan, het noorden van Ivoorkust en de naburige landen Boerkina Faso en Mali.
De weg werd geasfalteerd in de jaren 1970 maar vooral het noordelijk gedeelte tussen Bouaké en Ferkessédougou van 220 km was anno 2017 in slechte staat. Het verkeer kon er vaak niet sneller dan 20 tot 30 km/uur rijden door de staat van de weg. In dat jaar werd er door de Ivoriaanse overheid een stappenplan gestart om de weg te herstellen. Tussen 2018 en 2020 werd 125 km van de A3 tussen Bouaké en Kanaholo heraangelegd. Dit stuk van de autoweg wordt dagelijks door 300 tot 500 vrachtwagens gebruikt (gemeten in beide richtingen).